# Ironton (Ohio)
Ironton – miasto w Stanach Zjednoczonych, w południowej części stanu Ohio, nad rzeką Ohio. Liczba mieszkańców w 2000 roku wynosiła 11 288.
Miasto leży w strefie klimatu wilgotnego subtropikalnego, z gorącym latem, należącego według klasyfikacji Köppena do strefy Cfa. Średnia temperatura roczna wynosi 13,3 °C, a opady 1066,8 mm (w tym do 38 cm opadów śniegu)